# فروشگاه رفاه
فروشگاه زنجیره ای رفاه، مجموعه‌ای از فروشگاه‌های زنجیره‌ای کالاهای مصرفی در سطح ایران است.
شرکت فروشگاه‌های زنجیره‌ای رفاه (سهامی عام) در سال ۱۳۷۴ به ثبت رسید و فعالیت خود را آغاز کرد. این فروشگاه در سال ۱۳۹۹ دارای ۷۰۰ فروشگاه قطعی در شهرهای مختلف ایران می‌باشد، که اساساً کالاهای مصرفی تهیه و به عموم مشتریان ارائه می‌کنند.
این شرکت در ۳۱ خرداد ۱۴۰۲ تعداد قابل توجهی از نیروهای خود را به دلیل «مشکلات اقتصادی» اخراج کرد.

## سهام داران
ترکیب سهام فروشگاه‌های زنجیره‌ای رفاه به عنوان یک شرکت خصوصی تلقی می‌شود و به صورت سهامی عام در بورس عرضه شده‌است و بیشترین میزان سهام آن در اختیار بانک‌های ملی، صادرات، ملت، تجارت، سپه و سازمان زمین و مسکن و بیمه ایران و بیمه مرکزی و شهرداری تهران و بعضی شهرداری‌های دیگر بوده‌است
در بهمن سال ۹۵ شرکت سپهر نوید آفرین بلوک ۱۰٫۸ درصدی سهام بانک ملت را خریداری نمودند. در اسفند ماه سال ۹۵ نیز همین شرکت بلوک ۹٫۴۷ درصدی بانک تجارت را خریداری نمودند. همچنین ۳۰ هزار سهام دار خرد نیز صاحب سهام فروشگاه‌های زنجیره‌ای رفاه هستند.

## شعب
شرکت فروشگاه‌های زنجیره‌ای رفاه در تمامی استان‌های کشور دارای شعب فعال بوده و تعداد نیروی کار آن با احتساب شرکت‌های زیرمجموعه در سال ۱۳۹۹ به حدود ۱۱۰۰۰ نفر در ۷۳۰ شعبه می‌رسد.

## نسل جدید

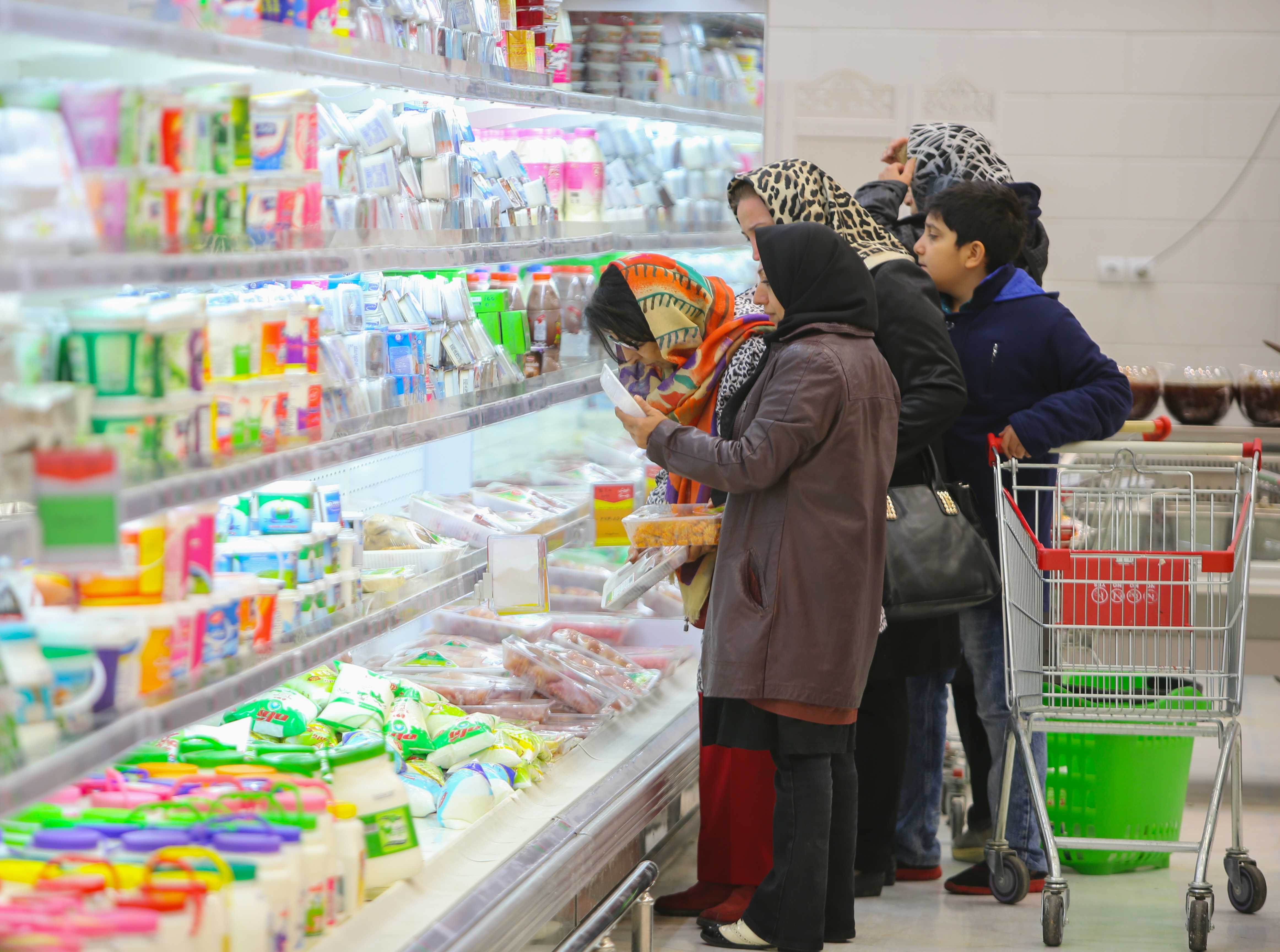
ویترین روباز مواد غذایی در یک شعبه از فروشگاه زنجیره‌ای رفاه

نسل جدید فروشگاه‌های رفاه در سه سطح با ماموریت‌های مختلف طراحی شده‌اند، رفاه اکسپرس در مساحت ۲۰۰ تا ۱۰۰۰ متر مربع با هدف عرضه سریع و تأمین فوری نیازهای ابتدایی است، رفاه اکسترا در مساحت ۱۰۰۰ تا ۲۵۰۰ متر مربع با هدف تأمین نیازهای خوراکی با تنوع بیشتر است و رفاه هایپر در مساحت ۲۵۰۰ تا ۱۰۰۰۰ متر مربع که در کنار عرضه مواد خوراکی لوازم خانگی، پوشاک، لوازم اداری و… ارائه می‌دهد.